# 792 Metcalfia
792 Metcalfia este un asteroid din centura principală, descoperit pe 20 martie 1907, de Joel Metcalf.